# Ghiroda Nouă, Timiș
Ghiroda Nouă (în germană: Neugiroda; în maghiară: Ujgiroda) este o fostă localitate din județul Timiș, azi fiind cartier al municipiului Timișoara, amplasat în partea de est a orașului, la nord de Canalul Bega. Numită inițial Colonia Crișan, zona a fost populată în jurul anului 1750, când aici era o orezărie. Localitatea a fost alipită Timișoarei în 1949, și formeză împreună cu cartierul Plopi, circumscripția a IX-a a orașului.

## Istorie

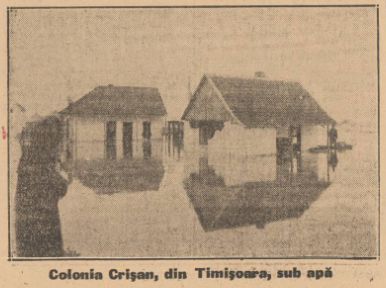
Case din Colonia Crișan în timpul Indundațiilor din 1932

Localitatea a luat naștere la data de 23 septembrie 1932, prin dezlipirea „centrelor naturale de populație numite Crișan, Bogdan, Ștrand-Gyürki, Cardoș, Schmidt-Szegedi, Șarta și Slavik“ de la comuna Ghiroda pentru a forma comuna rurală Ghiroda-Nouă, în urma „Deciziunii Nr. 24.768 din 23 Septemvrie 1932“ a prefecturii județului Timiș-Torontal. Noua localitate făcea parte din plasa Centrală a județului și forma o circumscripție notarială cu comuna Ghiroda.
În 1936, localitățile Ștrand-Gyürki, Cardoș (în maghiară Kardos-Telep; în germană Kardos-Kolonie), Schmidt-Szegedi, Șarta și Slavik s-au desprins de Ghiroda Nouă, pentru a forma localitatea I. G. Duca, decizia fiind publicată în Monitorul Oficial:
„Prin deciziunile comisiunii interimare a județului Timiș-Torontal Nr. 23.284 din 20 Iunie 1935 și Nr. 28.229 din 14 Decemvrie 1935, se aprobă deslipirea coloniilor: Cardoș, Șarta, Schmidt, Szegedi, Slavek, Șarta, Strand-Gyurki dela com. rurală Ghiroda-Nouă ca toate împreună să formeze o comună rurală aparte cu denumirea de „I. G. Duca”, cu reședința în colonia Cardoș. În urma acestei modificări, com. rurală Ghiroda-Nouă rămâne formată numai din coloniile Bogdan și Crișan, cu reședința în colonia Crișan.”—Monitorul Oficial, 14 februarie 1936
La Recensământul din 1941 localitatea avea 353 de clădiri și 1253 de locuitori.
Din cauza faptului că nivelul terenului este mai jos în zonă, cartierul a fost inundat de râul Behala în 1932 și 1940, la inundațiile din 1940 fiind necesară evacuarea a 300 de locuințe.